# 浮世物語
『浮世物語』（うきよものがたり）は、浅井了意によって書かれた仮名草子。

## あらすじ
氏素性の分からない元武士で守銭奴の父に育てられた主人公、瓢太郎（ひょうたろう）は、武術や手習いなど何をやらせても冴えない少年だった。一人前の年齢となった後も、賭博や傾城にうつつを抜かし家を売るような有り様だった。その後、どうにか武家の若党になり、算盤の腕を買われて御咄衆に取り立てられる。しかし、悪政に荷担する無情な姦臣として世の人々に恨まれる。調子に乗った瓢太郎は軽はずみに同僚の侍を怒らせ、痛めつけられ怖くなって逃走してしまう。武士の面目を失った瓢太郎は出家して「浮世坊」を名乗り京都や大阪近辺を遍歴する。物語の後半にはとある大名の御咄衆になるが、最後には仙人になって何処かへ姿を消す。

## 概説
寛文元年(1661年)、もしくは寛文5年(1665年)に刊行された、全5巻からなる遍歴体小説である。仮名草子は啓蒙・教訓的な内容が多いが、本書はそれに加えて幕府の失政や悪政、鷹狩りや悪徳商人の横行など社会悪を婉曲に批判し、それをカムフラージュする卑俗・滑稽な主人公浮世坊による笑い話という体裁になっている。